# Apenceler
-{
}-

Apenceler je švajcarski tvrdi sir. Ime je dobio po kantonu Apencel u Švajcarskoj, gde se sir još od srednjeg veka proizvodi. Prvi put je po imenu pomenut pre 700 godina. Priroda ovog kraja omogućava proizvodnju sjajnog neobrađenog mleka, od kojih nastaje apenceler.
Danas je sir, koji se pušta u prodaju od strane firme Apenceler Sir zaštićen pod imenom „švajcarski apenceler“   i proizvodi se u oko 80 seoskih sirnica u kantonu Apencel i u delovima kantona Sent Galen i  Turgau. Godišnje se proizvode oko  9.295 tona, proda se oko 8.823 tona, od kojih se čak 5.360 tona eksportuje. Najveće izvozno tržište je Nemačka, sa  4.042 tona.

## Proizvodnja
Apenceler zri najmanje tri meseca, tokom koga se kolutovi drže u takozvanoj „biljnoj kupci“, pravljenoj po receptu starom vekovima. Recept za biljnu kupku se smatra velikom tajnom.

## Osobine
Jedan kolut apenclera teži 6,2-8kg i ima prečnik 30-33cm. Ima oker žutu do crvenkasto-smeđe koru i zlatno žutu boju sa ravnomerno raspoređenim rupama. Ima karakterističnu, snažnu aromu i pun, povremeno bogat ukus.

## Varijante
- Apenceler Klasik je zaštićen standardni tip sira. Ima srebrnu etiketu, sa plavo-crvenim znakom. Ova varijante je najmanje tri meseca sazrevala.
- Apenceler Surkoa je izuzetno aromatičan. Sadrži najmanje 48% mlečne masnoće. Ima zlatnu etiketu. Sazreva 4-6 meseci. Ova varijanta predstavlja čak 48% ukupne proizvodnje apencelera.
- Apenceler Ekstra sazreva 6 meseci i najmlađa je od apencelerovih varijanti. Prepoznaje se po crnoj etiketi.
- Apenceler Bio, takođe zaštićen, je varijanta koja se pravi od mleka proizvedenog u ekološki ispravnim uslovima.
- Apenceler 1/4 masnoće Blagi ima blago aromatičan ukus. Uz to ima 30% manje kalorija. Ima srebrno-zelenu etiketu. Sazreva između 3 i 5 meseci. Predstavlja 1,9% ukupne proizvodnje apencelera.

U kantonu Apencel se u seoskim sirnicama proizvode karakteristične, jedinstvene varijante, koje nisu sa standardnim apecelerom uporedive. Ovde se može pronaći i tradicionalni apenceler, koji se ne izvozi. 

## Upotreba
Apenceler može da se koristi sam ili kao deo obroka, ali i u toploj kuhinji. Blaže vrste se mogu koristiti za fondu ili raklete, a aromatičnije sorte kao dodatak uz fondu.